# Железнодорожная линия Полуночное — Обская
Железная дорога Полуночное — Обская — проект железной дороги, в рамках которого предполагалось связать станцию Ивдель Свердловской железной дороги со станцией Лабытнанги Северной железной дороги.
Проект заморожен на неопределённый срок по причине того, что прогнозные объёмы полезных ископаемых на территории Северного, Приполярного и Полярного Урала не были подтверждены.
За время существования проекта компанией ОАО «Ленгипротранс» были проведены проектно-изыскательские работы и сделан проект железной дороги.

## Хронология событий
С 2008 года все проекты по модернизации и строительству ж/д включены в «Стратегию развития железнодорожного транспорта в РФ до 2030 года». До экономического кризиса 2008 года, планировалось построить дорогу к 2015 году. В 2011 году принято решение рассмотреть данный план повторно после окончания строительства ж/д Обская — Надым (участок СШХ), что фактически означает перенос планов на неопределённый срок.
Изначально планировалось одновременное строительство двух железнодорожных линий — широтной и меридиональной. Однако в условиях оптимизации расходов федерального бюджета в связи с мировым финансовым кризисом корпорация разработала новую концепцию. На первом этапе будет сформирован железнодорожный Северный широтный ход (Обская — Салехард — Надым — Пангоды — Новый Уренгой — Коротчаево). В рамках второго этапа планируется возведение железной дороги «Полуночное — Обская», а также строительство автодороги «Тюмень — Агириш — Салехард».
Назначение ж/д — освоение и разработка месторождений Урала, а также транспортировка грузов на нефтегазоносные месторождения ЯНАО.